# Tang Wenzong
Tang Wenzong (* 809; † 840) war in den Jahren 826 bis 840 Kaiser der chinesischen Tang-Dynastie.
Wenzong war unter dem Geburtsnamen Li Ang der Sohn des jungen Kaisers Muzong, unter dessen Regierung das Reich die Gebiete in Hebei in einem katastrophalen Feldzug gegen die örtlichen Militärmachthaber verlor. 823 starb Muzong bei einem Sturz vom Pferd während eines Polo-Spiels. Daraufhin wurde Li Angs älterer Bruder Jingzong neuer Kaiser. Die Politik wurde von den Eunuchen seiner Umgebung bestimmt. Es kam zum Parteienkampf von Gruppierungen unter Niu Sengru und Li Deyu. Die Zahl der Eunuchen wuchs auf über 5.000 an. Nach Unruhen in der Hauptstadt wurde Jingzong auf der Rückkehr von einem nächtlichen Ausflug im Jahre 826 ermordet.
Li Ang trat unter dem Tempelnamen Wenzong im Alter von 17 Jahren die Herrschaft an. Wenzong gilt nicht als kraftvoller Herrscher, doch unternahm er verschiedene Versuche, die Eunuchenmacht am Hofe zu brechen. Im Jahre 833 kam es zum sogenannten „Zwischenfall des süßen Taus“. Der Kaiser verabredete mit einer Gruppe Beamter, die Führer der Eunuchen unter dem Vorwand, süßer Tau sei im Park niedergegangen, in den Palast-Garten zu schicken und sie dort von Soldaten töten zu lassen. Ein Windzug soll jedoch das Zelt der Verschwörer geöffnet haben, sodass die Eunuchen von dem Plan Kenntnis erlangten. Die Palastgarde namens Götter-Kraft-Armee, die von den Eunuchen kontrolliert wurde, begann mit einem Massaker an möglichen Verschwörern, dem über 1.000 Menschen zum Opfer fielen. Viele davon waren unbeteiligt gewesen. Die konfuzianische Überlieferung hat diesen Vorgang mit dem Massaker von 184 verglichen. Da die Führer der Eunuchen fürchteten, eine offene Machtergreifung ihrerseits würde die Militärgouverneure in den Provinzen aufbringen, wurden die Mitglieder der Niu- und Li-Parteien in die Ministerämter eingesetzt, ihre Macht blieb aber beschränkt.
Kaiser Wenzong zog sich von den Staatsgeschäften zurück, da ihn diese, wie er sagte, anwiderten. Er verstarb im Jahre 840 an den Folgen seines exzessiven Alkoholkonsums.